# مورچه گله‌دار

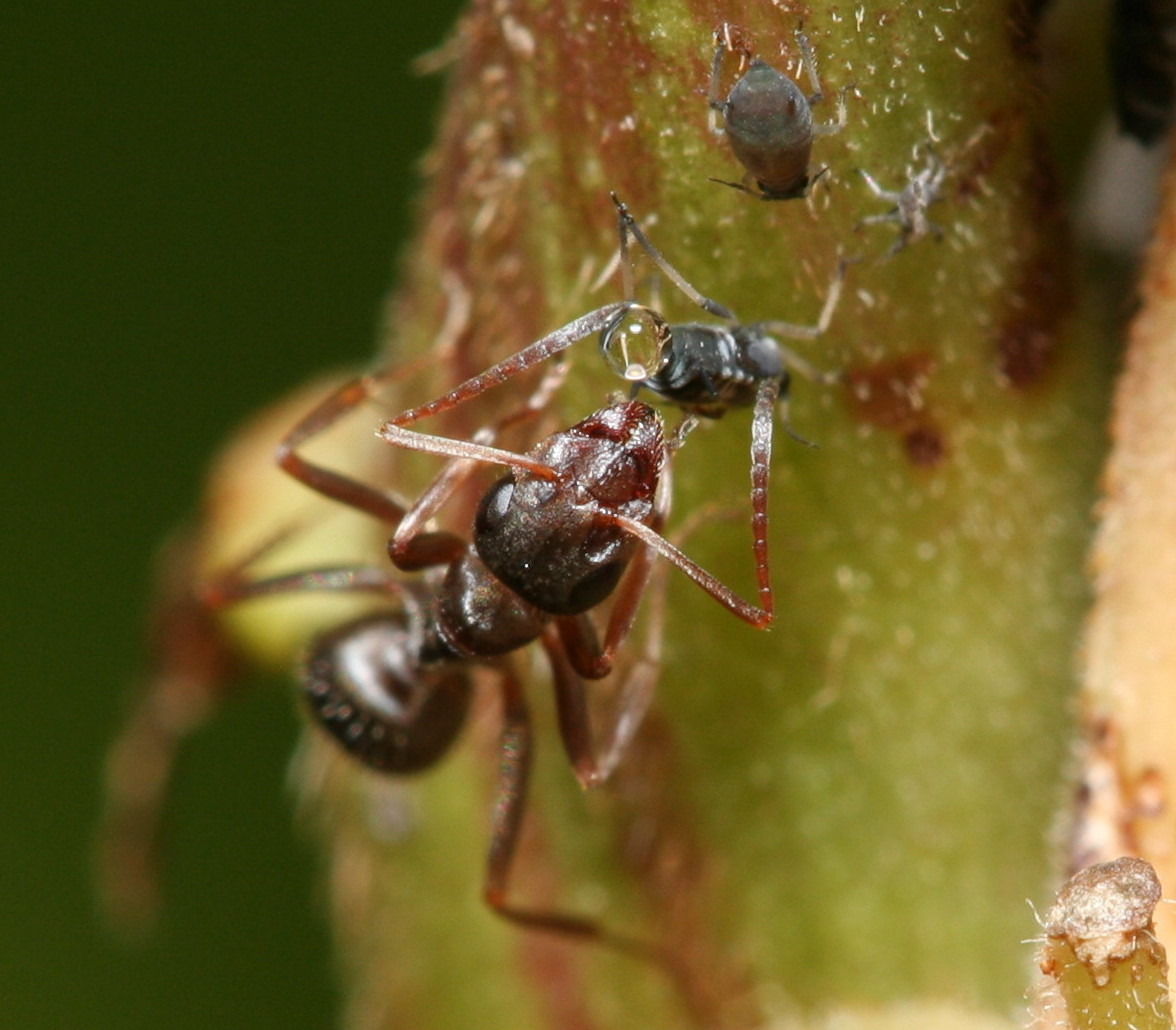
مورچه در حال دوشیدن مایع شیرین از شته

مورچه گله‌دار یا مورچه شیردوش نوعی مورچه است که شته‌ها را شکار و گله‌گله در لانه‌ مورچه‌ها نگه‌داری می‌کند. شته‌ها از شیرهٔ گیاهان تغذیه می‌کنند و بعد مورچه‌ها بازدن ضربه‌ای مایعی شیرین از آنها می‌دوشد.